# Saint-Aubin, Pas-de-Calais

Saint-Aubin este o comună în departamentul Pas-de-Calais, Franța. În 1 ianuarie 2022 avea o populație de 278 de locuitori.